# 盧克·內維爾
盧克·亞歷山大·內維爾（1986年2月19日—）為澳大利亞男子籃球運動員，場上主打中鋒位置。2003年，内维尔移居美国。2009年，内维尔在NBA选秀中落选后，他代表新奥尔良黄蜂队参加2009年NBA夏季联赛。

## 外部連結
- 盧克·內維爾的Instagram帳戶
- 盧克·內維爾在fiba.basketball（英语）
- 盧克·內維爾在archive.fiba.com（存檔）（英语）
- 盧克·內維爾在NBA G聯盟官網（英语）
- 盧克·內維爾在Basketball-Reference.com（NBA G聯盟）（英语）
- 盧克·內維爾在Basketball-Reference.com（國際）（英语）
- 盧克·內維爾在Sports-Reference.com（NCAA）（英语）
- 盧克·內維爾在Eurobasket.com（球員）（英语）
- 盧克·內維爾在Proballers（英语）
- 盧克·內維爾在RealGM（英语）